# Film in 1987
Dit artikel gaat over de film in het jaar 1987.

## Succesvolste films
De tien films uit 1987 die het meest opbrachten.
| Rang | Titel                    | Distributeur         | Opbrengst wereldwijd |
| ---- | ------------------------ | -------------------- | -------------------- |
| 1    | Fatal Attraction         | Paramount Pictures   | $ 320.145.693        |
| 2    | Beverly Hills Cop II     | Paramount Pictures   | $ 299.965.036        |
| 3    | Dirty Dancing            | Vestron Pictures     | $ 213.446.382        |
| 4    | Three Men and a Baby     | Walt Disney Pictures | $ 167.780.960        |
| 5    | Good Morning, Vietnam    | Walt Disney Pictures | $ 123.922.370        |
| 6    | Lethal Weapon            | Warner Bros.         | $ 120.207.127        |
| 7    | The Secret of My Success | Universal Pictures   | $ 110.996.879        |
| 8    | Predator                 | 20th Century Fox     | $ 98.267.558         |
| 9    | Moonstruck               | MGM                  | $ 80.640.528         |
| 10   | The Untouchables         | Paramount Pictures   | $ 76.270.454         |

## Lijst van films
- Adventures in Babysitting
- Angel Heart
- Au revoir les enfants
- Babettes gæstebud
- Bad Taste
- La Bamba
- *batteries not included
- Benji the Hunted
- Beverly Hills Cop II
- Black Widow
- Blind Date
- Broadcast News
- Burglar
- Can't Buy Me Love
- Cherry 2000
- A Chinese Ghost Story
- Critters
- Cry Freedom
- Het Dappere Broodroostertje (Engelse titel: The Brave Little Toaster)
- The Dead
- Death Before Dishonor
- Dirty Dancing
- Dragnet
- Empire of the Sun
- Escape from Sobibor
- Every Time We Say Goodbye
- Evil Dead II
- Fatal Attraction
- Firehouse
- Five Corners
- Full Metal Jacket
- Good Morning, Vietnam
- Gunsmoke (ook televisieserie)
- Hamburger Hill
- Harry and the Hendersons
- Hellraiser
- The Hidden
- Hope and Glory
- Innerspace
- Ironweed
- Jaws: The Revenge
- King Lear
- The Last Emperor
- Les Patterson Saves the World
- Lethal Weapon
- The Living Daylights
- The Lost Boys
- Mannequin
- Masters of the Universe
- Maurice
- Moonstruck
- My Best Friend's Birthday (nooit uitgebracht)
- A Nightmare on Elm Street 3: Dream Warriors
- No Way Out
- Nuts
- O Bobo
- Out on a Limb
- Over the Top
- Overboard
- Pelle de Veroveraar (Deense titel: Pelle Erobreren)
- The Pick-up Artist
- Planes, Trains and Automobiles
- Police Academy 4: Citizens on Patrol
- Predator
- Prick Up Your Ears
- The Princess Bride
- Radio Days
- Raising Arizona
- Revenge of the Nerds II: Nerds in Paradise
- RoboCop
- Roxanne
- The Running Man
- Spaceballs
- Square Dance
- Stormy Monday
- Superman IV: The Quest for Peace
- Three Men and a Baby
- Tin Men
- The Untouchables
- Walker
- Wall Street
- Way Upstream
- The Whales of August
- Who's That Girl
- Wish You Were Here
- The Witches of Eastwick
- Withnail and I

## Lijst van Nederlandse films
- Blonde Dolly
- Dagboek van een oude dwaas
- Grijpstra en de Gier 2: De Ratelrat
- Havinck
- Hector
- Iris
- Een maand later
- Terug naar Oegstgeest
- Van geluk gesproken
- Vroeger is dood
- Zoeken naar Eileen

1870-1879 · 1880-1889 · 1890 · 1891 · 1892 · 1893 · 1894 · 1895 · 1896 · 1897 · 1898 · 1899 · 1900 · 1901 · 1902 · 1903 · 1904 · 1905 · 1906 · 1907 · 1908 · 1909 · 1910 · 1911 · 1912 · 1913 · 1914 · 1915 · 1916 · 1917 · 1918 · 1919 · 1920 · 1921 · 1922 · 1923 · 1924 · 1925 · 1926 · 1927 · 1928 · 1929 · 1930 · 1931 · 1932 · 1933 · 1934 · 1935 · 1936 · 1937 · 1938 · 1939 · 1940 · 1941 · 1942 · 1943 · 1944 · 1945 · 1946 · 1947 · 1948 · 1949 · 1950 · 1951 · 1952 · 1953 · 1954 · 1955 · 1956 · 1957 · 1958 · 1959 · 1960 · 1961 · 1962 · 1963 · 1964 · 1965 · 1966 · 1967 · 1968 · 1969 · 1970 · 1971 · 1972 · 1973 · 1974 · 1975 · 1976 · 1977 · 1978 · 1979 · 1980 · 1981 · 1982 · 1983 · 1984 · 1985 · 1986 · 1987 · 1988 · 1989 · 1990 · 1991 · 1992 · 1993 · 1994 · 1995 · 1996 · 1997 · 1998 · 1999 · 2000 · 2001 · 2002 · 2003 · 2004 · 2005 · 2006 · 2007 · 2008 · 2009 · 2010 · 2011 · 2012 · 2013 · 2014 · 2015 · 2016 · 2017 · 2018 · 2019 · 2020 · 2021 · 2022 · 2023 · 2024 · 2025